# Николаевская область
Никола́евская о́бласть (укр. Микола́ївська о́бласть), разг. Николаевщина (укр. Миколаївщина) — область в южной части Украины. Административный центр и крупнейший город — Николаев, другие крупные города — Первомайск, Пивденноукраинск, Вознесенск, Новый Буг, Очаков, Снигирёвка, Баштанка, Новая Одесса.
Область образована 22 сентября 1937 года.

## Физико-географическая характеристика

### Географическое положение
Область расположена в Северном Причерноморье, в бассейне реки Южный Буг. Граничит на западе с Одесской, на севере — с Кировоградской, на востоке — с Херсонской и Днепропетровской областями. На юге омывается водами Чёрного моря.
Самым северным населённым пунктом области является село Лукашовка Первомайского района. Самых западных тут две. Они же опять находятся в Первомайском районе. Это сёла Очеретня и Михалково. Самый восточный — село Новогригоровка Баштанского района, расположенный недалеко от Давыдова Брода в Херсонской области. А самый южный — село Покровка Николаевского района, расположенный на Кинбурнском полуострове.

### Рельеф
Территория области представляет собой равнину, которая постепенно понижается с севера на юг к Чёрному морю, высота 20—40 м. Большею частью территория относится к Причерноморской низменности; север занят отрогами правобережной Приднепровской возвышенности (высота до 240 м) с сильно расчленённой сетью оврагов, балок и долин. Самая высокая точка (255,6 м) расположена северо-восточнее села Елизаветовка Братского района. Широкие междуречные пространства характеризуются здесь наличием обширных округлых понижений («поды»), которые в весеннее время заполняются водой и образуют временные озёра.

### Геология и полезные ископаемые
Северная часть Николаевской области занимает Украинский кристаллический щит, состоящий из твёрдых пород — гранитов, гнейсов, кварцитов и других. Южная часть располагается на Причерноморской впадине.
Среди полезных ископаемых, определённое промышленное значение имеют строительные материалы (граниты, известняки, мергель, каолин, трепел, гипс, кварцевые пески, глины), также имеются залежи графита, бурого угля, торфа. Выявлены источники минеральных вод, лечебные грязи. Область недостаточно обеспечена минерально-сырьевыми ресурсами.

### Климат
Северо-западная часть лежит в области лесостепей, юго-восточная — степей. Климат умеренно континентальный. Лето жаркое, ветреное, с частыми суховеями; средняя температура самого тёплого месяца (июля) +23…+21℃. Зима малоснежная, сравнительно нехолодная; средняя температура самого холодного месяца (января) −3…−5℃. Годовое количество осадков колеблется от 300—350 мм на юге до 450 мм на севере. Максимум осадков летом, выпадают преимущественно в виде ливней. Вегетационный период в среднем около 210 сут.

### Гидрография
Черноморское побережье изрезано лиманами (Бугский, Березанский, Тузловский, Тилигульский, Днепровский). Главные реки — Южный Буг, пересекающий западную часть области с северо-запада на юго-восток, Ингул (левый приток Южного Буга) и Ингулец (правый приток Днепра).

### Почвы
В северной части области преобладают обыкновенные чернозёмы, на юге они сменяются южными чернозёмами и тёмно-каштановыми, слабо- и среднесолонцеватыми чернозёмами. Встречаются солонцы, солонцевато-осолоделые почвы, заболоченные плавни и торфяники. В приречных и приморских районах — песчаные и супесчаные почвы, местами переходящие в сыпучие пески.

### Растительность
Растительность главным образом типчаково-ковыльных степей, в долинах рек — луговая. Почти вся территория распахана. Естественная степная растительность сохранилась лишь по склонам оврагов и балок. Под лесами и кустарниками занято около 2 % территории области (в основном дуб, осина, клён, чёрный тополь, берест, сосна). Площадь полезащитных лесных полос около 29,3 тыс. га. Под государственной охраной находятся Катериновский и Вознесенский леса.

### Животный мир
Для животного мира характерны лиса, заяц-русак, обыкновенный хомяк, суслик; из птиц — перепел, дрофа, фазан, серая куропатка, дикие утки и серый гусь, кулики, степной и полевой жаворонки и другие; в Чёрном море промысловое значение имеют бычки, хамса, кефаль, чехонь, скумбрия, осетровые и другие, в реках — сазан, лещ, судак и другие.

## История
Анетовская культура позднего палеолита названа по селу Анетовка.
В 331 году до н. э. Ольвию неудачно пытался завоевать полководец Александра Македонского Зопирион.
В первые столетия нашей эры на землях Северного Причерноморья появились поселения скифов, сарматов и греческие колонии.
Погребение 11 кургана 11 у села Яблоня в бассейне реки Березань относится к памятникам типа Сивашовки 2-й половины VII века — начала VIII века.
Территория между Южным Бугом и Днепром вошла в состав России после русско-турецкой войны 1768—1774 годов, а территория к западу от Южного Буга — после заключения Ясского мира в 1792 году.
Донецко-Криворожская советская республика была провозглашена 30 января (12 февраля) 1918 года на IV областном съезде Советов рабочих депутатов Донецкого и Криворожского бассейнов.
В 1918—1920 годах территория современной области подвергалась иностранной военной интервенции и стала ареной боёв гражданской войны. По окончании войны Николаевщина вошла в состав Украинской ССР, в 1922 году её территория входила в состав Одесской губернии, в 1923—1930 годах была разделена между Николаевским, Первомайским, Херсонским и Одесским округами, но в 1932—1937 годах вошла в состав Одесской области.
22 сентября 1937 года ЦИК СССР принял постановление о разукрупнении Харьковской, Киевской, Винницкой и Одесской областей. Одесская область была разделена на Одесскую и Николаевскую.
В состав Николаевской области вошли три города областного подчинения — Николаев, Херсон и Кирово (теперь Кропивницкий), а также 38 районов, в том числе 29 районов из состава Одесской области и 9 — из состава Днепропетровской: Аджамский, Баштанский, Березнеговатский, Бериславский, Бобринецкий, Варваровский, Великоалександровский, Великолепетихский, Витязевский, Владимировский, Голопристанский, Горностаевский, Долинский, Еланецкий, Елисаветградский, Знаменский, им. Фрица Геккерта, Казанковский, Калининдорфский, Компанеевский, Каховский, Новгородковский, Новобугский, Нововоронцовский, Новоодесский, Новопражский, Новотроицкий, Александрийский, Очаковский, Петровский, Привольнянский, Скадовский, Снигирёвский, Тилигуло-Березанский, Устиновский, Хорловский, Цюрупинский и Чаплинский.
После создания 10 января 1939 года Кировоградской области, в её состав переданы 13 районов Николаевской области: Аджамский, Александрийский, Бобринецкий, Витязевский, Долинский, Елизаветградковский, Знаменский, Кировоградский сельский, Компанеевский, Новгородковский, Новопражский, Петровский, Устиновский. В том же году в составе Николаевской области были созданы Белозерский, Херсонский и Николаевский сельский районы, а район им. Фрица Геккерта упразднён.
В период фашистской оккупации территория Николаевской области в её нынешних границах была разделена между Германией и Румынией. Западные районы были включены в Голтянский и Очаковский уезды румынского губернаторства Транснистрии, а районы, расположенные к востоку от реки Южный Буг, вошли в генеральные округа «Николаев» и «Таврия».
30 марта 1944 года Указом Президиума Верховного совета СССР «Об образовании Херсонской области в составе Украинской ССР» была создана Херсонская область, в связи с чем из состава Николаевской области были выделены город Херсон и Белоозёрский, Бериславский, Больше-Александровский, Голопристанский, Горностаевский, Каланчакский, Калининдорфский, Каховский, Ново-Воронцовский, Скадовский, Херсонский, Цюрупинский и Чаплинский районы. Этим же указом в состав Николаевской области были включены Арбузинский, Благодатновский, Братский, Веселиновский и Вознесенский районы, выделенные из состава Одесской области Украинской ССР.
12 сентября 1944 года, после переименования Николаевского района в Жовтневый, центр Николаевского района перенесён из г. Николаева в с. Жовтневое.
5 декабря 1944 года центр Благодатновского района перенесён из с. Благодатное в с. Лысая Гора, а Благодатновский район переименован в Лысогорский.
8 августа 1945 года, вследствие разукрупнения Варваровского и Тилигуло-Березанского районов, создан Широколановский район с центром в с. Широколановка.
17 февраля 1954 года в состав Николаевской области включены 5 районов Одесской области: Великоврадиевский, Доманевский, Кривоозерский, Мостовской и Первомайский.
7 июня 1957 года упразднён Широколановский район, а его сельсоветы переданы в состав Варваровского и Веселиновского районов. 21 января 1959 года упразднены Владимировский, Лысогорский, Мостовской и Привольнянский районы.
В январе 1963 года, после укрупнения сельских районов Николаевской области, созданы Баштанский, Братский, Вознесенский, Доманевский, Николаевский, Новобугский, Новоодесский, Первомайский и Снигирёвский районы. 4 января 1965 года, в связи с изменениями административного районирования УССР, количество районов Николаевской области увеличилось до 16. Были созданы Березнеговатский, Веселиновский, Еланецкий, Жовтневый, Казанковский, Кривоозерский и Очаковский районы.
8 декабря 1966 года проведено разукрупнение Братского, Кривоозёрского, Николаевского, Очаковского и Первомайского районов, в результате чего созданы Арбузинский, Березанский и Врадиевский районы. 3 марта 1988 года, после передачи Белоусовского сельского совета в состав Великоалександровского района Херсонской области, Николаевская область обрела современные границы.
В 2022 году часть области была оккупирована РФ. Российские войска не смогли захватить Николаев, но захватили город Снигирёвка и несколько прилегающих сёл, а также Кинбурнский полуостров. Материковая часть области была освобождена в ноябре 2022 года в ходе отступления российских войск на левый берег Днепра.

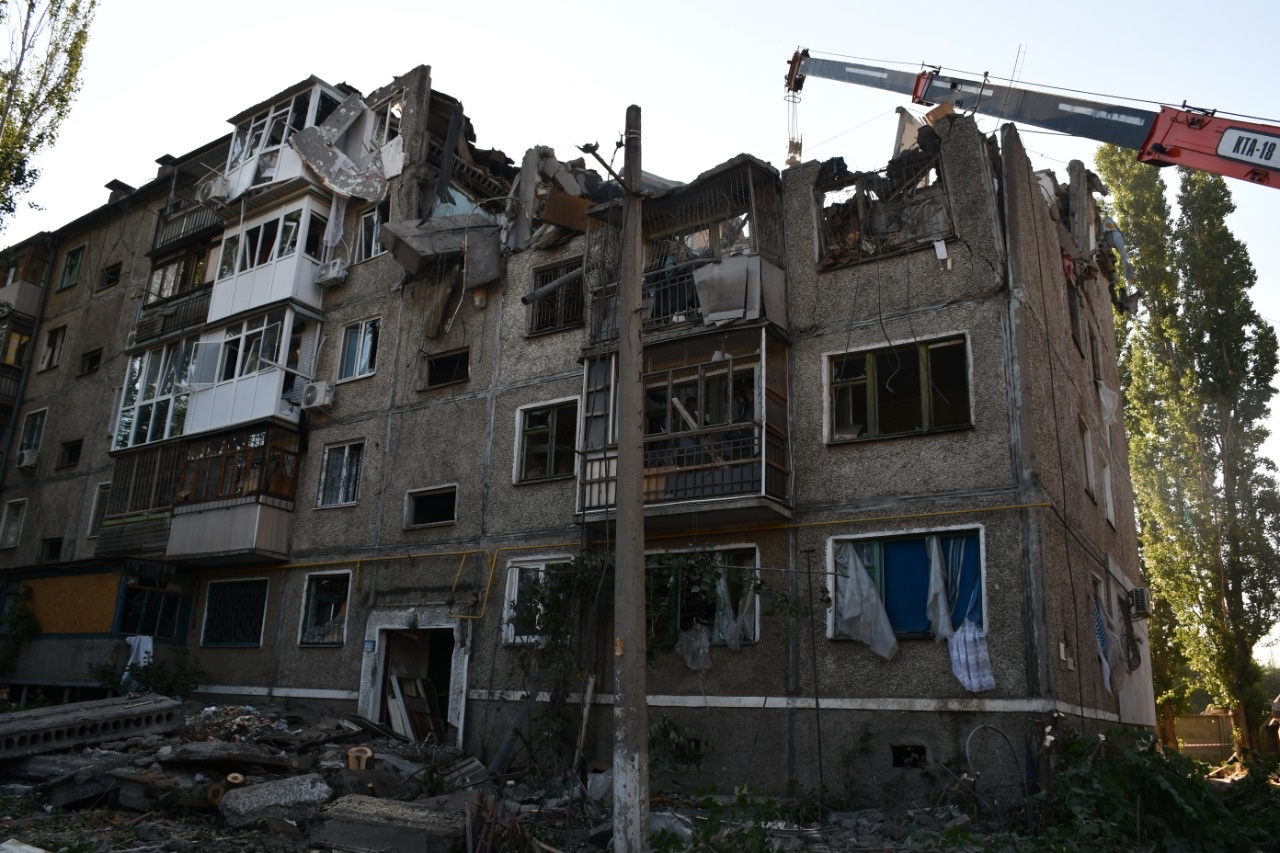
5-этажный жилой дом в Николаеве после российского ракетного обстрела во время вторжения России в Украину, 29 июня 2022 года

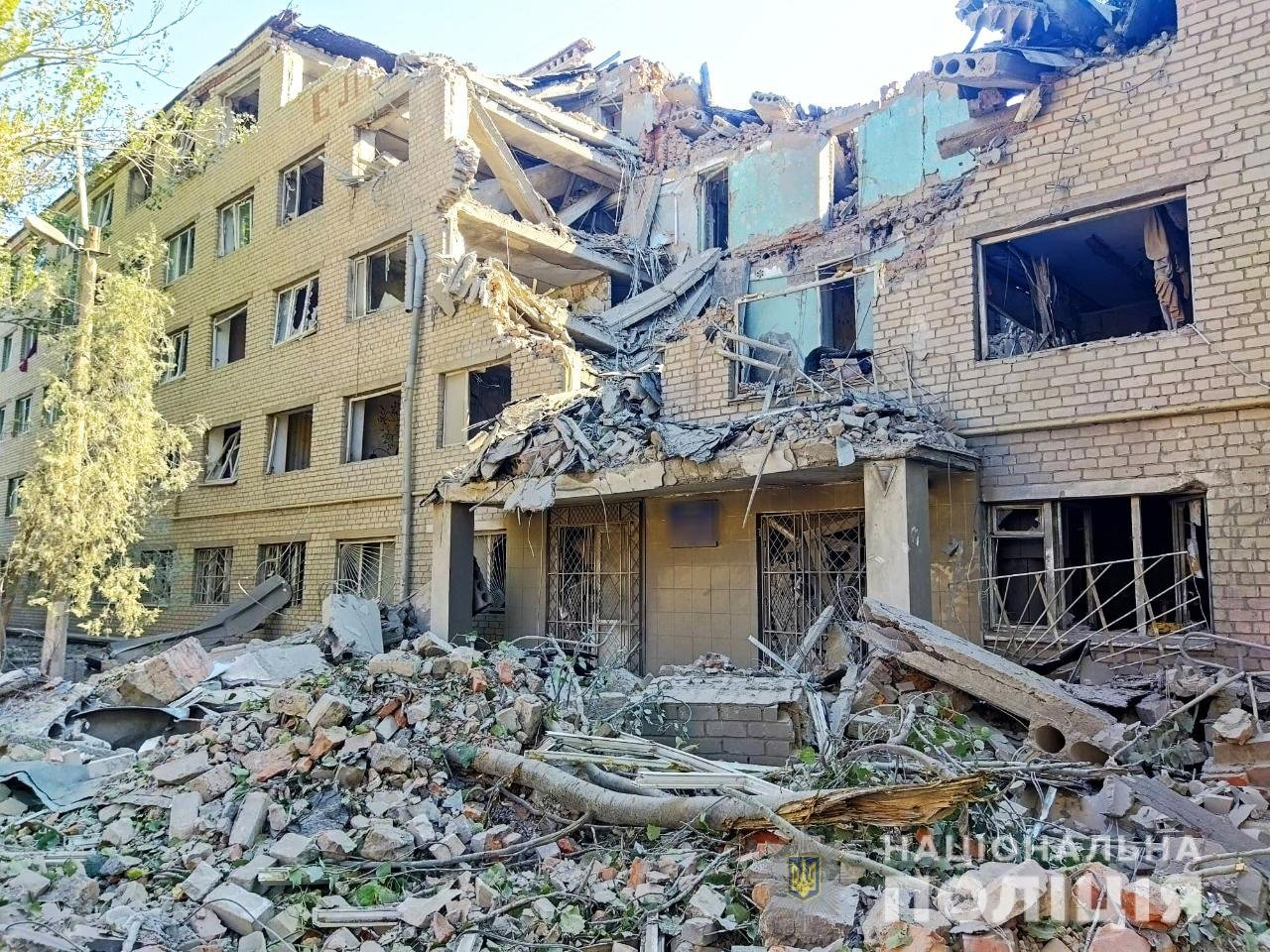
Общежитие № 1 Николаевского национального университета имени В. А. Сухомлинского после российского обстрела 2 августа 2022 года

## Население
Численность населения области на 1 января 2020 года составляет 1 119 862 человек, в том числе городского населения 768 022 человека, или 68,6 %, сельского — 351 840 человек, или 31,4 %.
Численность населения области по данным Государственной службы статистики на 1 августа 2013 года составила 1 170 973 человека (что на 37 человек больше чем 1 июля), в том числе городское население 794 629 человек (67,86 %), сельское 376 344 человек (32,14 %). Постоянное население 1 170 258 человек, в том числе городское население 791 693 человека (67,65 %), сельское 378 565 человек (32,35 %).

### Национальный состав
Национальный состав населения области по данным переписи 2001 года, тыс. чел.
- украинцы — 1 034,4
- русские — 177,5
- молдаване — 13,2
- белорусы — 8,4
- другие национальности — 7,7
- болгары — 5,6
- армяне — 4,3
- евреи — 3,3
- корейцы — 1,8
- азербайджанцы — 1,5
- цыгане — 1,4
- поляки — 1,3
- татары — 1,3
- немцы — 1,2

### Языковой состав

Языковые группы Российской империи по переписи 1897 года (уезды и города с преобладанием украиноязычного населения жёлтым)

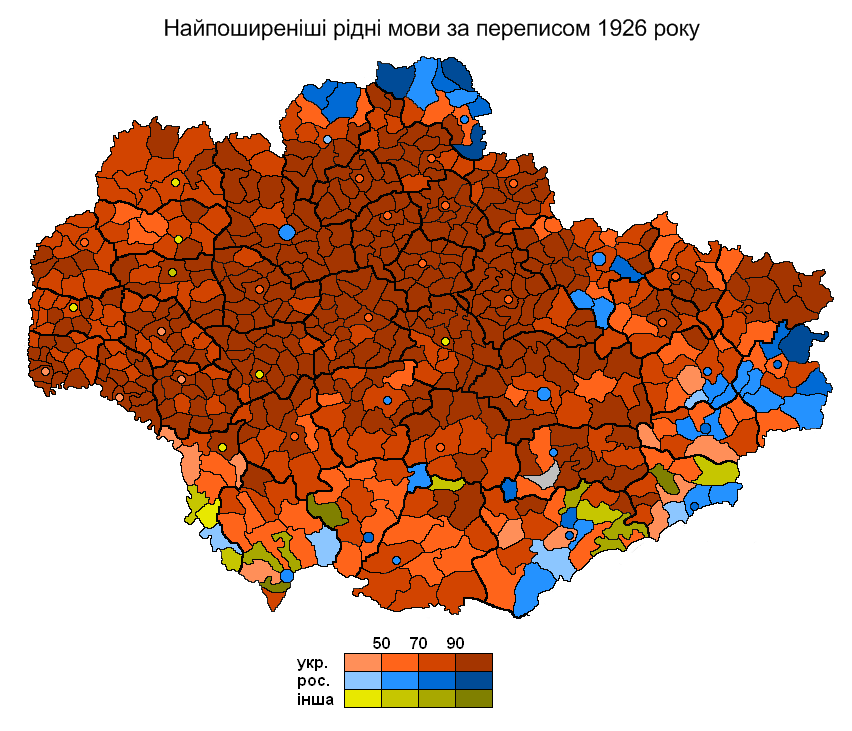
Самый распространённый родной язык в районах Украинской ССР по данным переписи 1926 года

Языковой состав населения административных единиц, территории которых полностью или в значительной степени сегодня являются частью Николаевской области, по данным переписи населения Российской империи 1897 года:
- Елисаветградский уезд — украинский язык — 66,13 %, русский язык — 15,23 %, идиш — 9,39 %, румынский язык — 6,00 %
  - сельская местность Елисаветградского уезда — украинский язык — 73,24 %, русский язык — 12,14 %, румынский язык — 6,96 %, идиш — 4,33 %, белорусский язык — 1,13 %
  - г. Вознесенск — идиш — 37,33 %, украинский язык — 35,84 %, русский язык — 16,40 %, румынский язык — 7,89 %
  - г. Ольвиополь (часть нынешнего Первомайска) — украинский язык — 72,95 %, идиш — 21,50 %, русский язык — 3,94 %
- Ананьевский уезд — украинский язык — 62,04 %, румынский язык — 13,48 %, русский язык — 10,97 %, идиш — 8,33 %, немецкий язык — 3,83 %
  - сельская местность Ананьевского уезда — украинский язык — 63,31 %, румынский язык — 12,71 %, русский язык — 11,13 %, идиш — 7,47 %, немецкий язык — 4,07 %
- Херсонский уезд — украинский язык — 55,06 %, русский язык — 24,60 %, идиш — 11,85 %, немецкий язык — 3,45 %, белорусский язык — 2,14 %
  - сельская местность Херсонского уезда — украинский язык — 69,58 %, русский язык — 13,00 %, идиш — 7,52 %, немецкий язык — 4,48 %, белорусский язык — 2,87 %, румынский язык — 1,13 %
  - г. Николаев — русский язык — 66,31 %, идиш — 19,51 %, украинский язык — 8,46 %, польский язык — 2,84 %
- Одесский уезд — русский язык — 37,45 %, идиш — 21,97 %, украинский язык — 21,88 %, немецкий язык — 10,27 %, польский язык — 3,03 %, болгарский язык — 1,36 %, греческий язык — 1,24 %, румынский язык — 1,17 %
  - сельская местность Одесского уезда — украинский язык — 46,65 %, немецкий язык — 28,15 %, русский язык — 11,76 %, болгарский язык — 4,14 %, идиш — 3,80 %, румынский язык — 3,57 %, греческий язык — 1,32 %
  - г. Очаков — украинский язык — 48,25 %, русский язык — 32,52 %, идиш — 13,26 %, польский язык — 4,01 %

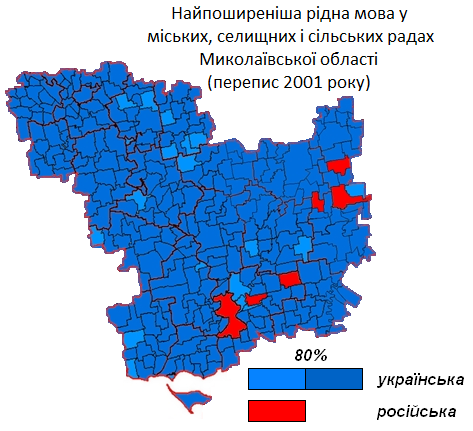
По данным переписи 2001 года, украинский язык был родным для более 69 % населения Николаевской области: он был господствующим в большинстве городских, посёлковых и сельских советов области. Русский язык был самым распространённым в городе Николаев, где проживает около 40 % населения региона, и пяти посёлковых и сельских советах. В то же время во всех преимущественно русскоязычных поселковых и сельских советах более 20% населения указали украинский язык родным, тогда как в Николаеве — более 40 %.

Вследствие проводимой во времена СССР русификации Украины доля украиноязычных в населении Николаевской области существенно снизилась, а доля русскоязычных — возросла. Родной язык населения Николаевской области по результатам переписей населения, %
|            | 1959 | 1970 | 1979 | 1989 | 2001 |
| ---------- | ---- | ---- | ---- | ---- | ---- |
| Украинский | 73,4 | 69,4 | 66,7 | 64,2 | 69,2 |
| Русский    | 24,6 | 29,1 | 31,7 | 33,8 | 29,3 |
| Другие     | 2,0  | 1,5  | 1,6  | 2,0  | 1,5  |

Родной язык населения Николаевской области по данным переписи 2001 года:
| Районы и города областного значения | Украинский | Русский |
| ----------------------------------- | ---------- | ------- |
| Николаевская область                | 69,2       | 29,3    |
| г. Николаев                         | 42,2       | 56,8    |
| г. Вознесенск                       | 86,5       | 12,5    |
| г. Очаков                           | 70,3       | 28,5    |
| г. Первомайск                       | 82,8       | 15,8    |
| г. Южноукраинск                     | 66,5       | 31,4    |
| Арбузинский район                   | 88,4       | 8,9     |
| Баштанский район                    | 91,4       | 5,5     |
| Березанский район                   | 88,9       | 8,3     |
| Березнеговатский район              | 91,7       | 6,8     |
| Братский район                      | 86,1       | 10,0    |
| Веселиновский район                 | 92,7       | 5,5     |
| Вознесенский район                  | 89,6       | 8,2     |
| Врадиевский район                   | 96,0       | 1,8     |
| Доманевский район                   | 94,7       | 2,7     |
| Еланецкий район                     | 92,9       | 3,6     |
| Жовтневый район                     | 80,5       | 18,1    |
| Казанковский район                  | 81,2       | 17,3    |
| Кривоозерский район                 | 96,9       | 1,8     |
| Николаевский район                  | 87,4       | 11,4    |
| Новобугский район                   | 94,0       | 4,4     |
| Новоодесский район                  | 92,4       | 5,9     |
| Очаковский район                    | 85,2       | 12,7    |
| Первомайский район                  | 93,2       | 4,8     |
| Снигирёвский район                  | 91,0       | 7,7     |

Украинский язык является единственным официальным языком на всей территории Николаевской области. В 2012—2018 годах русский имел в области статус регионального языка.
По данным исследования Киевского международного института социологии, проведённого 8—16 апреля 2014 года, 71,5 % респондентов из Николаевской области не согласились с утверждением о том, что «Россия справедливо защищает интересы русскоязычных граждан на юго-востоке», 14,6 % — согласились. С утверждением о том, что «в Украине ущемляются права русскоязычного населения», не согласились 87,6 % опрошенных, согласились — 9,9 %. С утверждением о том, что в Николаевской области ущемляются права украиноязычного населения, не согласились 95,3 % респондентов, 2,2 % — согласились.
По данным исследования, проведённого социологической службой Центра Разумкова с 11 по 23 декабря 2015 года, 53 % респондентов из Николаевской области считали своим родным языком только украинский, 21 % — только русский, одновременно украинский и русский языки — 26 %. 43 % опрошенных жителей региона считали, что украинский язык должен быть единственным официальным на всей территории Украины. 25 % считали, что украинский язык должен быть единственным государственным, а русский — вторым официальным в некоторых регионах страны. 28 % придерживались мнения, что русскому должен быть предоставлен статус второго государственного языка. Большинство респондентов из Николаевской области согласились с утверждением, что каждый гражданин Украины, независимо от его этнического происхождения, должен владеть украинским языком в объёме, достаточном для повседневного общения, знать основы украинской истории и культуры.
По данным опроса, проведённого Социологической группой «Рейтинг» с 16 ноября по 10 декабря 2018 года в рамках проекта «Портрети Регіонів», 60 % жителей Николаевской области считали, что украинский язык должен быть единственным государственным языком на всей территории Украины. 16 % считали, что украинский язык должен быть единственным государственным языком, а русский — вторым официальным в некоторых регионах страны. 19 % считали, что русский должен стать вторым государственным языком страны. 5 % затруднились с ответом.
Вторжение России в Украину спровоцировало значительные изменения в восприятии населением региона языкового вопроса: многие в прошлом русскоязычные жители Николаевской области перешли на украинский язык. 17 июня 2022 года исполнительный комитет Николаевского городского совета принял решение о запрете использования русского языка в коммунальных учреждениях общего среднего образования г. Николаева с 1 сентября 2022 года. 8 июля того же года решение о прекращении использования русского языка в учебных заведениях и учреждениях образования было принято в г. Южноукраинск.
10 марта 2023 года решением Николаевской областной военной администрации в Николаевской области утверждена «Программа развития и функционирования украинского языка как государственного во всех сферах общественной жизни в Николаевской области на 2023—2027 годы», главной целью которой является усиление позиций украинского языка в различных сферах общественной жизни региона.
По данным исследования Центра контент-анализа, проведённого в период с 15 августа по 15 сентября 2024 года, темой которого стало соотношение украинского и русского языков в украинском сегменте социальных сетей, в Николаевской области на украинском языке писалось 63,8 % сообщений (в 2023 году — 58,3 %, в 2022 году — 44,5 %, в 2020 году — 10,7 %), на русском — 36,2 % (в 2023 году — 41,7 %, в 2022 году — 55,5 %, в 2020 году — 89,3 %).
После провозглашения Украиной независимости в области, как и в стране в целом, происходит постепенная украинизация русифицированной в советское время системы образования. Динамика соотношения языков преподавания в учреждениях общего среднего образования в Николаевской области:
| Язык преподавания | Учебный год | Учебный год | Учебный год | Учебный год | Учебный год | Учебный год | Учебный год | Учебный год | Учебный год | Учебный год | Учебный год | Учебный год | Учебный год | Учебный год |
| Язык преподавания | 1991/92     | 1992/93     | 1993/94     | 1994/95     | 1995/96     | 2000/01     | 2005/06     | 2007/08     | 2010/11     | 2012/13     | 2015/16     | 2018/19     | 2021/22     | 2022/23     |
| ----------------- | ----------- | ----------- | ----------- | ----------- | ----------- | ----------- | ----------- | ----------- | ----------- | ----------- | ----------- | ----------- | ----------- | ----------- |
| Украинский        | 43,5 %      | 46,1 %      | 50,6 %      | 53,3 %      | 56,0 %      | 74,0 %      | 87,0 %      | 90,0 %      | 92,0 %      | 92,0 %      | 92,0 %      | 93,0 %      | 98,87 %     | 100,0 %     |
| Русский           | 56,5 %      | 53,9 %      | 49,4 %      | 46,7 %      | 44,0 %      | 26,0 %      | 13,0 %      | 10,0 %      | 8,0 %       | 8,0 %       | 8,0 %       | 7,0 %       | 1,13 %      | —           |

В период с 2012/13 по 2016/17 учебный год в Николаевской области доля учеников, изучающих русский язык либо в русскоязычных классах, либо как отдельный предмет в классах с украинским языком преподавания, сократилась с 38,73 % до 37,08 %.
По данным Государственной службы статистики Украины в 2023/24 учебном году все 105 654 учащихся в учреждениях общего среднего образования в Николаевской области обучались в украиноязычных классах.
По данным Государственной службы статистики Украины в 2024/25 учебном году все 99 388 учащихся в учреждениях общего среднего образования в Николаевской области обучались в украиноязычных классах.

## Административно-территориальное устройство
Административный центр Николаевской области — город Николаев.

### Районы
17 июля 2020 года принято новое деление области на 4 района:
| № | Район              | Население (тыс. чел.) | Площадь (км²) | Административный центр |
| - | ------------------ | --------------------- | ------------- | ---------------------- |
| 1 | Баштанский район   | 140,5                 | 6706,4        | г. Баштанка            |
| 2 | Вознесенский район | 182,5                 | 6152,7        | г. Вознесенск          |
| 3 | Николаевский район | 656,3                 | 7689,9        | г. Николаев            |
| 4 | Первомайский район | 151,8                 | 3792,5        | г. Первомайск          |

Районы в свою очередь делятся на городские, поселковые и сельские объединённые территориальные общины (укр. об'єднана територіальна громада).

### Города
| - Николаев - Баштанка - Вознесенск - Новая Одесса - Новый Буг | - Очаков - Первомайск - Снигирёвка - Пивденноукраинск |

Населённые пункты с количеством жителей свыше 5 тысяч

### История деления области

Районы Николаевской области до 17 июля 2020 года

Число административных единиц, местных советов и населённых пунктов области до 17 июля 2020 года:
- районов — 19;
- районов в городах — 4;
- населённых пунктов — 922, в том числе:
  - сельских — 894;
  - городских — 26, в том числе:
    - посёлков городского типа — 17;
    - городов — 9, в том числе:
      - городов областного значения — 5;
      - городов районного значения — 4;
- сельских советов — 287.

До 17 июля 2020 года в Николаевской области 19 районов:
| - Арбузинский район - Баштанский район - Березанский район - Березнеговатский район - Братский район - Веселиновский район - Витовский район - Вознесенский район - Врадиевский район - Доманёвский район | - Еланецкий район - Казанковский район - Кривоозёрский район - Николаевский район - Новобугский район - Новоодесский район - Очаковский район - Первомайский район - Снигирёвский район |

Статусы городов до 17 июля 2020 года:
| Города областного значения - Николаев - Вознесенск - Очаков - Первомайск - Южноукраинск | Города районного значения - Баштанка - Новая Одесса - Новый Буг - Снигирёвка |

## Экономика

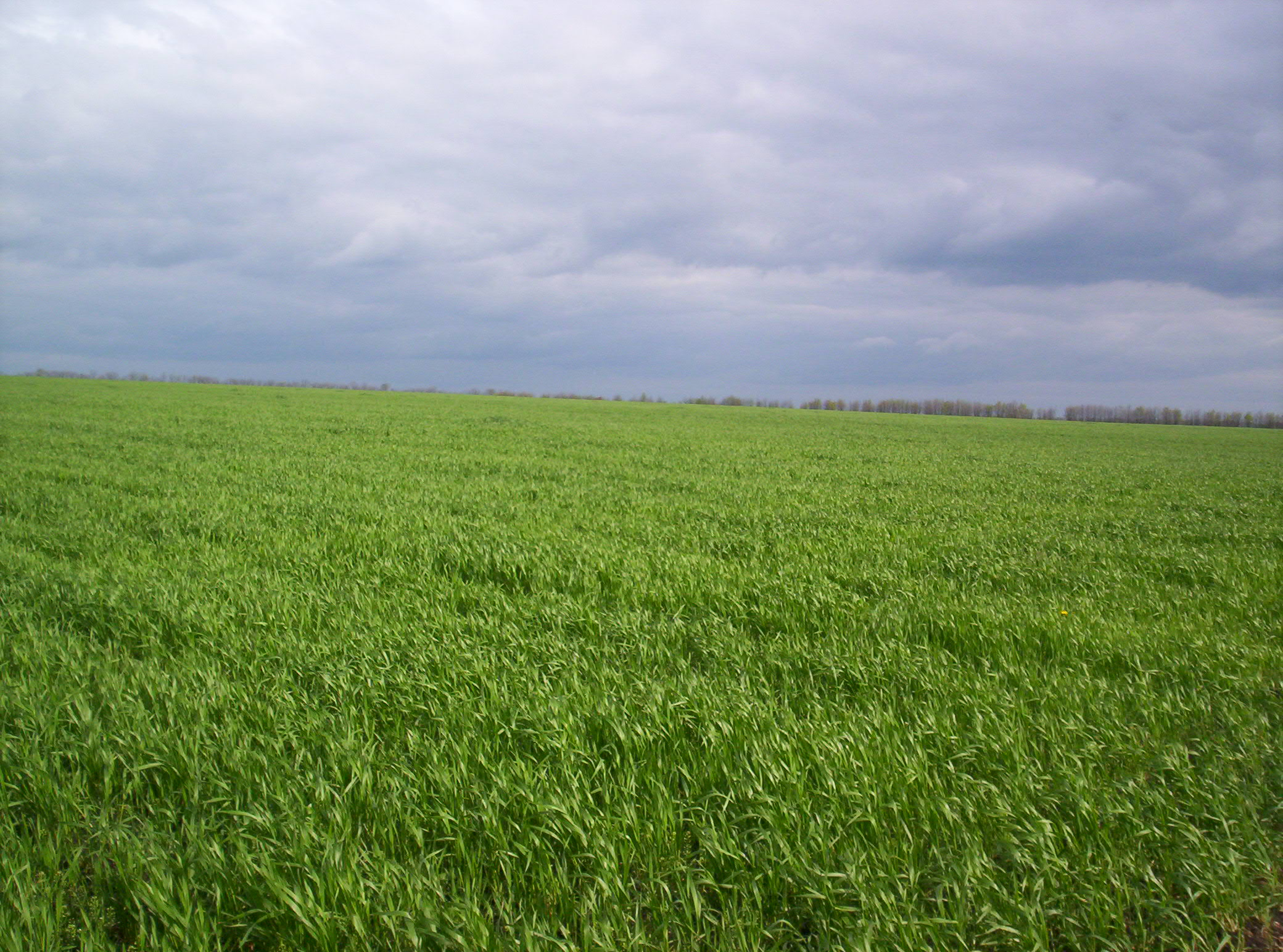
Пшеничное поле в Еланецком районе Николаевской области

| N | показатель               | единицы          | значение, 2014 г. |
| - | ------------------------ | ---------------- | ----------------- |
| 1 | Экспорт товаров          | млн долларов США | 1837,5            |
| 2 | Уд. вес в общеукраинском | %                | 3,4               |
| 3 | Импорт товаров           | млн долларов США | 629,6             |
| 4 | Уд. вес в общеукраинском | %                | 1,2               |
| 5 | Сальдо экспорт-импорт    | млн долларов США | 1207,9            |
| 8 | Капитальные инвестиции   | млн гривен       | 3582,9            |
| 7 | Средняя зарплата         | грн              | 3344              |
| 8 | Средняя зарплата         | долларов США     | 281,4             |

По материалам Комитета статистики Украины (укр.) и Главного управления статистики в Николаевской области (укр.)

## Транспорт

### Автомобильный
По территории Николаевской области проходит:
- автодорога М-14;
- Европейский маршрут E 58;

### Железнодорожный
В Николаевской области находятся железные дороги, принадлежащие государственной администрации «Украинские железные дороги» и относящиеся к Одесской железной дороге. Эксплуатационная длина железнодорожных путей составляет 700 км, из них 33,6 % электрифицированных. Территорию области пересекают железнодорожные линии Николаев — Знаменка (связывающая область с Киевом), Одесса — Вознесенск, линии на Крым, в Донбасс и др.

### Водный
Основные водные артерии области — реки Южный Буг и Ингул. Портами Чёрного моря являются Николаев и Очаков.

## Достопримечательности

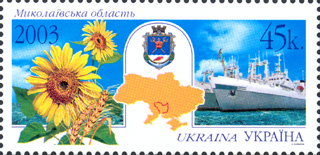

В историко-археологическом заповеднике «Ольвия», в селе Парутино, сохранились фрагменты черепичной мостовой, мастерских, погребений (склепы Зевсова кургана), храма Аполлона.
На территории области расположен Черноморский биосферный заповедник. Также здесь расположены региональные ландшафтные парки «Гранитно-Степное Побужье» и «Приингульский». Поблизости от впадения в реку Мертвовод притока Арбузинки расположено заповедное урочище «Трикратский лес». На побережье Тилигульского лимана расположен Тилигульский региональный ландшафтный парк.

## Главы области

### Руководители обкома КП(б)У (с 1950 — КПУ)
- 1937—1938 — Николай Волков
- 1938—1939 — Павел Старыгин
- 1939—1941 — Сергей Бутырин
- 1944—1947 — Иван Филиппов
- 1947—1950 — Андрей Кириленко
- 1950—1961 — Андрей Маленкин
- 1961—1964 — Александр Иващенко
- 1963—1964, обком — Александр Иващенко (промышленный) / Тимофей Барыльник (сельскохозяйственный)
- 1964—1969 — Трофим Поплёвкин
- 1969—1971 — Яков Погребняк
- 1971—1980 — Владимир Васляев
- 1980—1990 — Леонид Шараев
- 1991 — Владимир Матвеев

### Главы Николаевского областного совета[54]
- 1990.04—1994.06 — Иван Грицай
- 1994.06—1996 — Анатолий Кинах
- 1996.08—1996.11 — Владимир Чайка
- 1996.10—2000.07 — Валентин Чайка[укр.]
- 2000.09—2001.03 — Алексей Гаркуша
- 2001.03—2006.05 — Михаил Москаленко[укр.]
- 2006.05—2010.11 — Татьяна Демченко[укр.]
- 2010.11—2014.02 — Игорь Дятлов
- 2014.02— 2015.11 — Тарас Кремень
- 2015.12—н.в. — Виктория Москаленко[укр.]

### Руководители областной исполнительной власти
Председатели облисполкома, представители Президента, главы облгосадминистраций
- 1937 — Онуфрий Столбун
- 1938—1941 — Иван Филиппов
- 1944—1947 — Пантелеймон Борисов
- 1947—1949 — Степан Терещенко
- 1949—1953 — Михаил Сиволап
- 1953—1961 — Иван Назаренко
- 1961—1963 — Василий Ведников
- 1963—1964 — Владимир Андрианов (промышленный) / Василий Ведников (сельскохозяйственный)
- 1964 — Василий Ведников
- 1964—1968 — Тимофей Барыльник
- 1968—1975 — Николай Кулиш
- 1975—1982 — Фёдор Зайвый
- 1982—1989 — Виктор Ильин
- 1989—1990 — Иван Грицай
- 1990 — Михаил Башкиров
- 1990—1992 — Иван Грицай
- 1992—1995 — Анатолий Кинах
- 1995—1999 — Николай Круглов
- 1999—2005 — Алексей Гаркуша
- 2005—2007 — Александр Садыков
- 2007—2010 — Алексей Гаркуша
- 2010—2014 — Николай Круглов
- 2014 — Геннадий Николенко
- 2014 — Николай Романчук
- 2014—2016 — Вадим Мериков
- 2016—2019 — Савченко, Алексей Юрьевич
- 2019—н. в. — Бонь, Вячеслав Валентинович